# Nick Cassidy

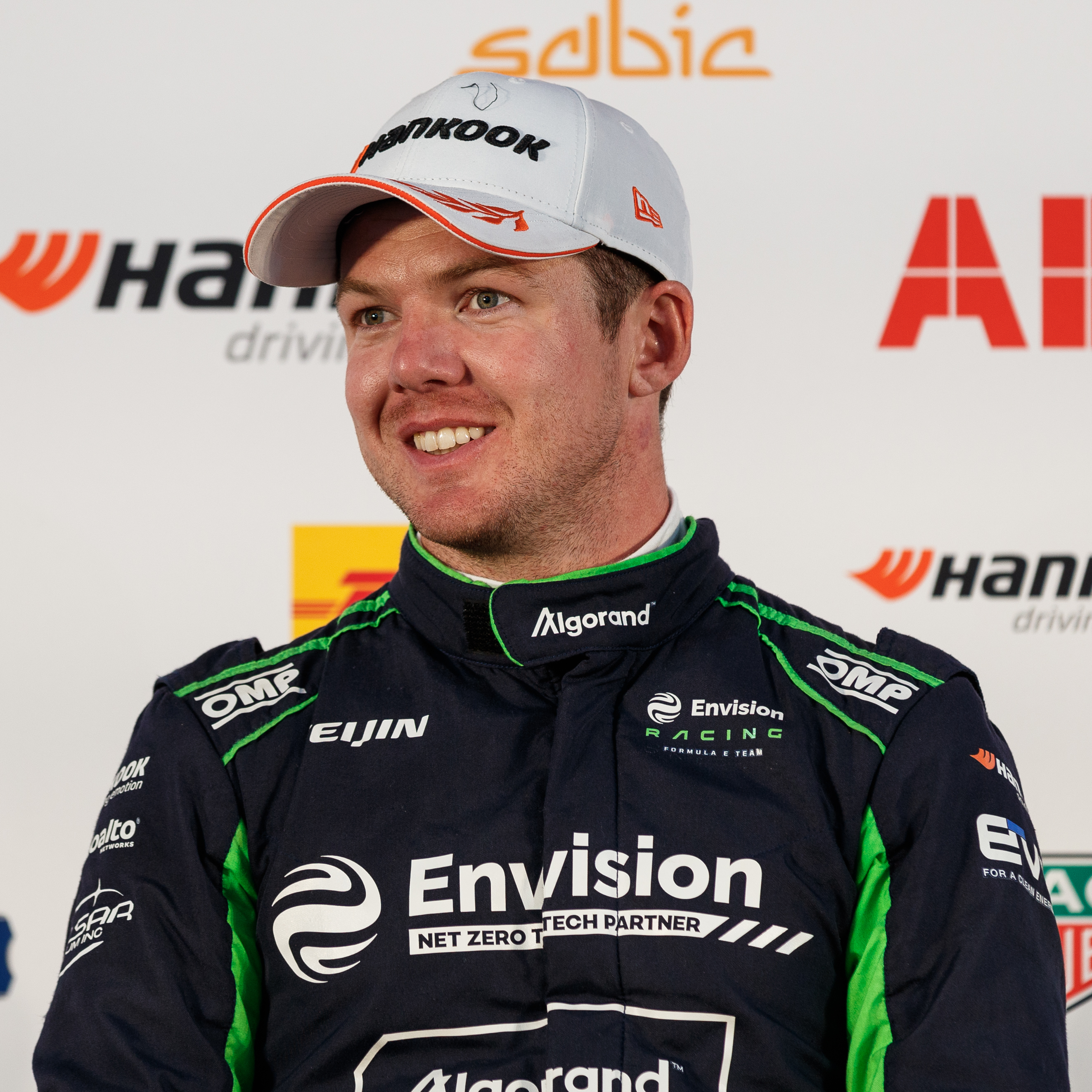
Nick Cassidy (2023)

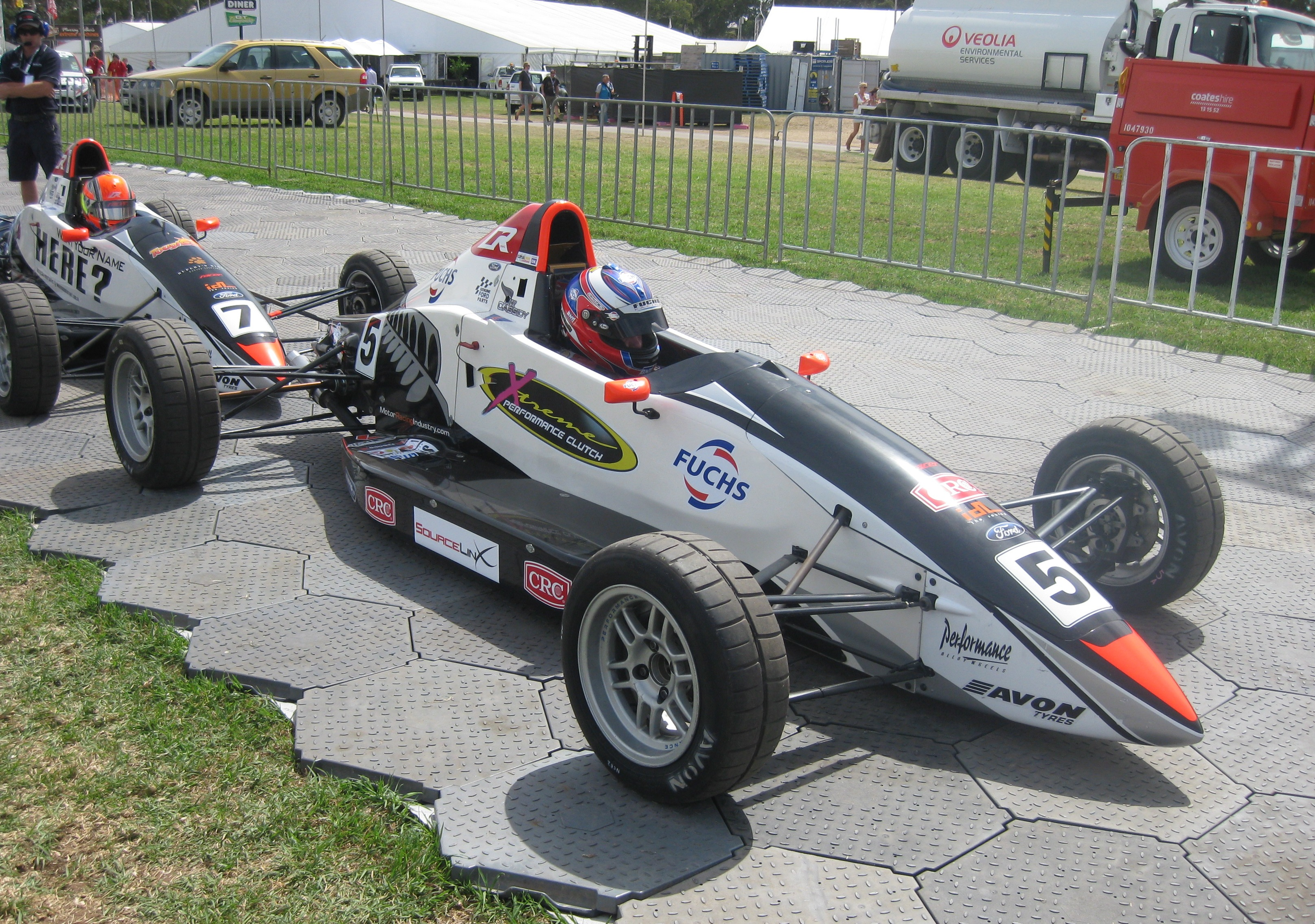
Cassidy in der australischen Formel Ford 2011

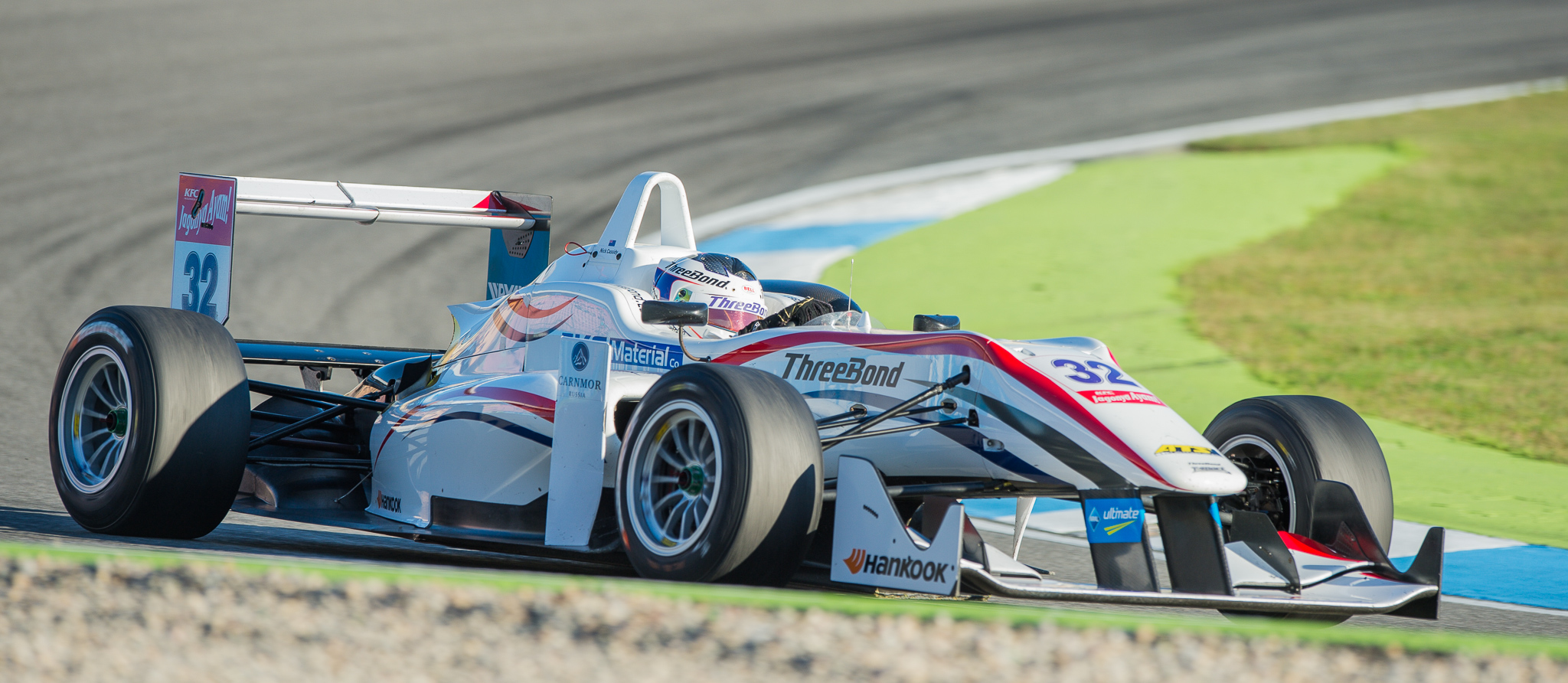
Nick Cassidy in der europäischen Formel-3-Meisterschaft in Hockenheim 2014

Nicholas „Nick“ Cassidy (* 19. August 1994 in Auckland) ist ein neuseeländischer Automobilrennfahrer. Er gewann 2012 und 2013 die Gesamtwertung der Toyota Racing Series. 2015 gewann er die japanische Formel-3-Meisterschaft. 2019 konnte Cassidy die japanische Super Formula Meisterschaft gewinnen. 

## Karriere
Cassidy begann seine Motorsportkarriere mit sechs Jahren im Kartsport, in dem er bis 2010 aktiv war. Zudem nahm Cassidy im Alter von acht Jahren in einem Midget-Car an Speedway-Rennen teil. Er blieb bis 2011 im Midget-Car-Sport aktiv und gewann 2010 die Gesamtwertung der Western Springs Speedway.
2008 debütierte Cassidy im Formelsport. Er gewann auf Anhieb die Winterserie der Manfield Formel First. Anschließend trat er in der Saison 2008/2009 in der neuseeländischen Formel First an und wurde als bester Rookie Vizemeister. Anschließend nahm Cassidy an sechs Rennen der Winterserie der neuseeländischen Formel Ford teil. Dabei gewann er drei Rennen. In der Saison 2009/2010 trat Cassidy in der neuseeländischen Formel Ford an. Er gewann 8 von 18 Rennen und wurde, erneut als bester Rookie, Vizemeister. Darüber hinaus kehrte er in der Saison für drei Rennen in die neuseeländische Formel First zurück und gewann dabei ein Rennen. 2010 ging Cassidy bei drei Rennen der australischen Formel Ford an den Start und wurde mit einer Podest-Platzierung 15. in der Fahrerwertung.
2011 trat Cassidy zunächst für Giles Motorsport in der Toyota Racing Series, der höchsten Monoposto-Serie Neuseelands, an. Nach fünf Podest-Platzierungen entschied er am letzten Rennwochenenden zwei von drei Rennen für sich. Mit 805 zu 973 Punkten unterlag er seinem Teamkollegen Mitch Evans und wurde Vizemeister. Auch diesmal war er bester Rookie. Anschließend trat Cassidy in verschiedenen Rennserien außerhalb Neuseelands an und fuhr erstmals in Europa. Zunächst nahm er an zwei Rennen der australischen Formel Ford, wo er einen dritten Platz erzielte, teil. Im Herbst debütierte er in Europa und nahm an einer Veranstaltung der ADAC-Formel-Masters sowie anschließend an einem Rennwochenende der Formel Abarth teil. In beiden Serien erzielte er Punkte. Anschließend debütierte er im australischen Tourenwagensport in der Fujitsu V8 Supercar Series. Er nahm an fünf Rennen teil und wurde mit einem zehnten Platz als bestes Resultat 31. der Fahrerwertung.
2012 begann Cassidy die Saison abermals in der Toyota Racing Series, wo er erneut ein Cockpit bei Giles Motorsport erhielt. Er gewann fünf Rennen, unter anderem den Großen Preis von Neuseeland, und stand insgesamt zehnmal auf dem Podium. Jedes Rennen beendete er innerhalb der ersten Acht. Mit 914 zu 738 Punkten entschied er die Meisterschaft vor seinem Teamkollegen Hannes van Asseldonk für sich. Anschließend plante Cassidy mit Fortec Motorsport am Formel Renault 2.0 Eurocup teilzunehmen. Nach den ersten drei Veranstaltungen verlor er sein Cockpit. Im weiteren Verlauf des Jahres nahm er an zwei Rennen der V8SuperTourer, einer neuseeländischen Tourenwagenserie, teil. Dabei erzielte er einen Sieg. 2013 nahm Cassidy am Jahresanfang erneut an der Toyota Racing Series teil. Diesmal ging er für M2 Competition an den Start. Cassidy gewann zwei Rennen und stand bei 15 Rennen elfmal auf dem Podest. Mit 915 zu 803 Punkten setzte er sich gegen seinen Teamkollegen Alex Lynn durch. Anschließend fand Cassidy abermals kein permanentes Engagement in einer Rennserie. Er absolvierte zwei Gaststarts im Formel Renault 2.0 Eurocup und sechs Gaststarts in der europäischen Formel-3-Meisterschaft.
Im Winter 2013/14 nahm Cassidy an vier Rennen der neuseeländischen Sportwagenserie teil. Dabei gewann er drei Rennen. Anfang 2014 kehrte Cassidy in die Toyota Racing Series für eine Veranstaltung zurück. Mit Neale Motorsport gewann er ein Rennen. Anschließend bestritt er die ersten fünf von sieben Veranstaltungen des Formel Renault 2.0 Eurocups für Koiranen GP. Er wurde mit einem fünften Platz als bestem Ergebnis 18. in der Fahrerwertung. Darüber hinaus nahm er für China BRT by JCS an einem Rennen der alpinen Formel Renault teil. Im Herbst nahm Cassidy für Threebond with T-Sport an zwei Veranstaltungen der europäischen Formel-3-Meisterschaft und dem Macau Grand Prix teil. Beim Macau Grand Prix erreichte er den dritten Platz.
Im Winter 2014/15 fuhr Cassidy Tourenwagenrennen in der Toyota Finance 86 Championship. Er gewann drei Rennen und wurde Gesamtelfter. Anschließend erhielt er für die japanische Formel-3-Meisterschaft 2015 ein Cockpit beim von Toyota unterstützten Petronas Team TOM’S. Cassidy gewann die Meisterschaft mit sieben Siegen. Mit 129 zu 113 Punkten setzte er sich gegen seinen Teamkollegen Kenta Yamashita durch. Außerdem nahm er in Japan an einem Super-GT-Rennen teil. Darüber hinaus ging Cassidy für das Prema Powerteam zu zwei Veranstaltungen der europäischen Formel-3-Meisterschaft an den Start. Dabei gelangen ihm zwei Podest-Platzierungen. Ferner wurde Cassidy 2015 ins Förderprogramm von BMW aufgenommen.
2016 absolvierte Cassidy ein Doppelprogramm. Für das Lexus Team TOM’S bildete er ein Fahrergespann mit Daisuke Itō in der Super GT. Zudem fuhr er für das Prema Powerteam in der europäischen Formel-3-Meisterschaft 2016. Er gewann ein Rennen und stand insgesamt achtmal auf dem Podium. Er beendete die Saison auf dem vierten Platz der Fahrerwertung, während sein Teamkollege Lance Stroll die Meisterschaft gewann.
2018 und 2019 trat Cassidy in der japanischen Super Formula an und schloss die Saisons als Vizemeister sowie als Meister ab. Seit 2020 fährt er in der Formel E. Dort wurde er in der Saison 2022/23 Vize-Weltmeister und mit erreichte mit seiner Mannschaft Envision Racing die Team-Weltmeisterschaft.

## Statistik

### Karrierestationen
| - 2000–2010: Kartsport - 2002–2011: Midget-Cars - 2008: Manfield Formel First, Winterserie (Meister) - 2009: Neuseeländische Formel First (Platz 2) - 2009: Neuseeländische Formel Ford, Winterserie (Platz 7) - 2010: Neuseeländische Formel Ford (Platz 2) - 2010: Neuseeländische Formel First (Platz 26) - 2010: Australische Formel Ford (Platz 15) - 2011: Toyota Racing Series (Platz 2) - 2011: Australische Formel Ford (Platz 14) - 2011: ADAC-Formel-Masters (Platz 22) - 2011: Formel Abarth, italienisch (Platz 17) | - 2011: Formel Abarth, europäisch (Platz 22) - 2011: Fujitsu V8 Supercar Series (Platz 31) - 2012: Toyota Racing Series (Meister) - 2012: Formel Renault 2.0 Eurocup (Platz 24) - 2012: V8SuperTourer (Platz 37) - 2013: Toyota Racing Series (Meister) - 2014: Toyota Racing Series (Platz 24) - 2014: Formel Renault 2.0 Eurocup (Platz 18) - 2014: Alpine Formel Renault (Platz 33) - 2014: Europäische Formel 3 - 2015: Toyota Finance 86 Championship (Platz 11) - 2015: Japanische Formel 3 (Meister) | - 2015: Super GT - 2015: Europäische Formel 3 (Platz 16) - 2016: Super GT - 2016: Europäische Formel 3 (Platz 4) - 2018: Super Formula (Platz 2) - 2019: Super Formula (Meister) - 2020/21: Formel E (Platz 15) - 2021/22: Formel E (Platz 11) - 2022/23: Formel E (Platz 2) - 2023/24: Formel E (Platz 3) - 2024/25: Formel E (Platz 2) |

### Einzelergebnisse in der europäischen Formel-3-Meisterschaft
| Jahr | Team                   | Motor      | 1   | 2   | 3   | 4   | 5   | 6   | 7   | 8   | 9   | 10  | 11  | 12  | 13  | 14  | 15  | 16  | 17  | 18  | 19  | 20  | 21  | 22  | 23  | 24  | 25  | 26  | 27  | 28  | 29  | 30  | 31  | 32  | 33  | Punkte | Rang |
| ---- | ---------------------- | ---------- | --- | --- | --- | --- | --- | --- | --- | --- | --- | --- | --- | --- | --- | --- | --- | --- | --- | --- | --- | --- | --- | --- | --- | --- | --- | --- | --- | --- | --- | --- | --- | --- | --- | ------ | ---- |
| 2013 | EuroInternational      | Mercedes   | MON | MON | MON | SIL | SIL | SIL | HO1 | HO1 | HO1 | BRH | BRH | BRH | SPI | SPI | SPI | NOR | NOR | NOR | NÜR | NÜR | NÜR | ZAN | ZAN | ZAN | VAL | VAL | VAL | HO2 | HO2 | HO2 |     |     |     | –      | –    |
| 2013 | EuroInternational      | Mercedes   |     |     |     |     |     |     |     |     |     |     |     |     |     |     |     | 16  | 11  | 11  |     |     |     |     |     |     |     |     |     |     |     |     |     |     |     | –      | –    |
| 2013 | Carlin                 | Volkswagen |     |     |     | 24  | 21  | 16  |     |     |     |     |     |     |     |     |     |     |     |     |     |     |     |     |     |     |     |     |     |     |     |     |     |     |     | –      | –    |
| 2014 | Threebond with T-Sport | NBE        | SIL | SIL | SIL | HO1 | HO1 | HO1 | PAU | PAU | PAU | HUN | HUN | HUN | SPA | SPA | SPA | NOR | NOR | NOR | MOS | MOS | MOS | SPI | SPI | SPI | NÜR | NÜR | NÜR | IMO | IMO | IMO | HO2 | HO2 | HO2 | 0      | –    |
| 2014 | Threebond with T-Sport | NBE        |     |     |     |     |     |     |     |     |     |     |     |     |     |     |     |     |     |     |     |     |     |     |     |     |     |     |     | 11  | 12  | 22  | 16  | 19  | 18  | 0      | –    |
| 2015 | Prema Powerteam        | Mercedes   | SIL | SIL | SIL | HO1 | HO1 | HO1 | PAU | PAU | PAU | MNZ | MNZ | MNZ | SPA | SPA | SPA | NOR | NOR | NOR | ZAN | ZAN | ZAN | SPI | SPI | SPI | POR | POR | POR | NÜR | NÜR | NÜR | HO2 | HO2 | HO2 | 43     | 16.  |
| 2015 | Prema Powerteam        | Mercedes   |     |     |     |     |     |     |     |     |     |     |     |     |     |     |     |     |     |     |     |     |     |     |     |     | 32* | DNF | 9   | 2   | 6   | 3   |     |     |     | 43     | 16.  |
| 2016 | Prema Powerteam        | Mercedes   | LEC | LEC | LEC | HUN | HUN | HUN | PAU | PAU | PAU | SPI | SPI | SPI | NOR | NOR | NOR | ZAN | ZAN | ZAN | SPA | SPA | SPA | NÜR | NÜR | NÜR | IMO | IMO | IMO | HOC | HOC | HOC |     |     |     | 254    | 4.   |
| 2016 | Prema Powerteam        | Mercedes   | 2   | 2   | 2   | DNF | 16  | 9   | 2   | 16  | DNF | 6   | DNF | 10  | 6   | 4   | 6   | 2   | 1   | 2   | 4   | 17  | 5   | 4   | DNF | 5   | 10  | 7   | 8   | 3   | DNF | 4   |     |     |     | 254    | 4.   |

Anmerkungen
1. 1 2  Gaststarter

### Einzelergebnisse in der japanischen Formel-3-Meisterschaft
| Jahr | Team                | Motor        | 1   | 2   | 3   | 4   | 5   | 6   | 7   | 8   | 9   | 10  | 11  | 12  | 13  | 14  | 15  | 16  | 17  | Punkte | Rang |
| ---- | ------------------- | ------------ | --- | --- | --- | --- | --- | --- | --- | --- | --- | --- | --- | --- | --- | --- | --- | --- | --- | ------ | ---- |
| 2015 | Petronas Team TOM’S | Toyota TOM’S | SUZ | SUZ | MO1 | MO1 | MO1 | OK1 | OK1 | FU1 | FU1 | OK2 | OK2 | FU2 | FU2 | MO2 | MO2 | SUG | SUG | 129    | 1.   |
| 2015 | Petronas Team TOM’S | Toyota TOM’S | 10  | 1   | 1   | 3   | 3   | 1   | 2   | 2   | 1   | 5   | 4   | 1   | 2   | 2   | 5   | 1   | 1   | 129    | 1.   |

### Einzelergebnisse in der FIA-Formel-E-Weltmeisterschaft
| Jahr    | Team                   | 1   | 2   | 3   | 4   | 5   | 6    | 7   | 8   | 9   | 10  | 11  | 12  | 13  | 14  | 15  | 16  | Punkte | Rang |
| ------- | ---------------------- | --- | --- | --- | --- | --- | ---- | --- | --- | --- | --- | --- | --- | --- | --- | --- | --- | ------ | ---- |
| 2020/21 | Envision Virgin Racing | DIR | DIR | ROM | ROM | VAL | VAL  | MCO | PUE | PUE | NYC | NYC | LON | LON | BER | BER |     | 76     | 15.  |
| 2020/21 | Envision Virgin Racing | 19  | 14  | 15  | DNF | °4° | °13° | 8   | DNF | 2   | 4   | 2   | 11  | 7   | 14  | 17  |     | 76     | 15.  |
| 2021/22 | Envision Racing        | DIR | DIR | MEX | ROM | ROM | MCO  | BER | BER | JAK | MAR | NYC | NYC | LON | LON | SEO | SEO | 68     | 11.  |
| 2021/22 | Envision Racing        | 7   | 16  | 13  | 9   | DNF | 7    | DNF | 21  | 16  | 13  | 1   | 16  | 3   | DNF | 10  | 8   | 68     | 11.  |
| 2022/23 | Envision Racing        | MEX | DIR | DIR | HYD | CAP | SAP  | BER | BER | MCO | JAK | JAK | POR | ROM | ROM | LON | LON | 199    | 2.   |
| 2022/23 | Envision Racing        | 9   | 6   | 13  | 2   | 3   | 2    | 5   | 1   | 1   | 7   | 18  | 1   | 2   | DNF | DNF | 1   | 199    | 2.   |
| 2023/24 | Jaguar TCS Racing      | MEX | DIR | DIR | SAP | TOK | MIS  | MIS | MCO | BER | BER | SHA | SHA | POR | POR | LON | LON | 176    | 3.   |
| 2023/24 | Jaguar TCS Racing      | 3   | 3   | 1   | DNF | 8   | DNF  | 3   | 2   | 1   | 2   | 3   | 4   | 19  | 13  | 7   | DNF | 176    | 3.   |
| 2024/25 | Jaguar TCS Racing      | SAP | MEX | JED | JED | MIA | MCO  | MCO | TOK | TOK | SHA | SHA | JAK | BER | BER | LON | LON | 153    | 2.   |
| 2024/25 | Jaguar TCS Racing      | 15  | 12  | 11  | 5   | 15  | 18   | 3   | 10  | 7   | 21  | 1   | 6   | 5   | 1   | 1   | 1   | 153    | 2.   |

### Le-Mans-Ergebnisse
| Jahr | Team     | Fahrzeug            | Teamkollege           | Teamkollege  | Platzierung | Ausfallgrund |
| ---- | -------- | ------------------- | --------------------- | ------------ | ----------- | ------------ |
| 2022 | AF Corse | Ferrari 488 GTE Evo | Francesco Castellacci | Thomas Flohr | Rang 39     |              |

### Einzelergebnisse in der FIA-Langstrecken-Weltmeisterschaft
| Saison | Team     | Rennwagen       | 1   | 2   | 3   | 4   | 5   | 6   |
| ------ | -------- | --------------- | --- | --- | --- | --- | --- | --- |
| 2022   | AF Corse | Ferrari 488 GTE | SEB | SPA | LEM | MON | FUJ | BAH |
| 2022   | AF Corse | Ferrari 488 GTE | 30  | 24  | 39  | 30  |     | 29  |